# Функція Мертенса
В теорії чисел функція Мертенса визначається:
{\displaystyle M(n)=\sum _{1\leq k\leq n}\mu (k)}
де μ(k) - функція Мебіуса.
Для довільного натурального числа k виконується {\displaystyle \mu (k)\leq 1}, тому {\displaystyle M(n)\leq n}.
Значення функції Мертенса для перших натуральних чисел дорівнюють:
1, 0, -1, -1, -2, -1, -2, -2, -2, -1, -2, -2, -3, -2, -1, -1, -2, -2, ... послідовність A002321 з Онлайн енциклопедії послідовностей цілих чисел, OEIS
Загалом функція Мертенса зростає у додатному і від'ємному напрямках здійснюючи хаотичні коливання і набуваючи значення нуль для чисел:
2, 39, 40, 58, 65, 93, 101, 145, 149, 150, 159, 160, 163, 164, 166, 214, 231, 232, 235, 236, 238, 254, ... послідовність A028442 з Онлайн енциклопедії послідовностей цілих чисел, OEIS.
Дане визначення можна поширити на довільні дійсні числа:
{\displaystyle M(x)=\sum _{1\leq k\leq x}\mu (k).}
Функція названа на честь німецького математика Франца Мертенса, що припустив виконання нерівності:
{\displaystyle \left|M(n)\right|<{\sqrt {n}}}
З виконання гіпотези Мертенса випливала б гіпотеза Рімана. Дане припущення було спростоване в 1985 Андрієм Одлижко та Германом те Ріілем; контрприклад в наш час[коли?] невідомий, проте відомо існування його в межах 1014 — 3,21×1064.
Гіпотеза Рімана є еквівалентною дещо слабшому твердженню про поведінку функції Мертенса: M(n) = O(n1/2 + ε).
Для функції Мертенса виконується формула:
{\displaystyle {\frac {1}{2\pi i}}\oint _{C}{\frac {x^{s}}{s\zeta (s)}}\,ds=M(x)}
де C — замкнута крива, що оточує всі корені ζ(s) — дзета-функції Рімана.
Навпаки виконується рівність
{\displaystyle {\frac {1}{\zeta (s)}}=s\int _{1}^{\infty }{\frac {M(x)}{x^{s+1}}}\,dx}
що є справедливою для {\displaystyle Re(s)>1}.